# Sandia (Volk)

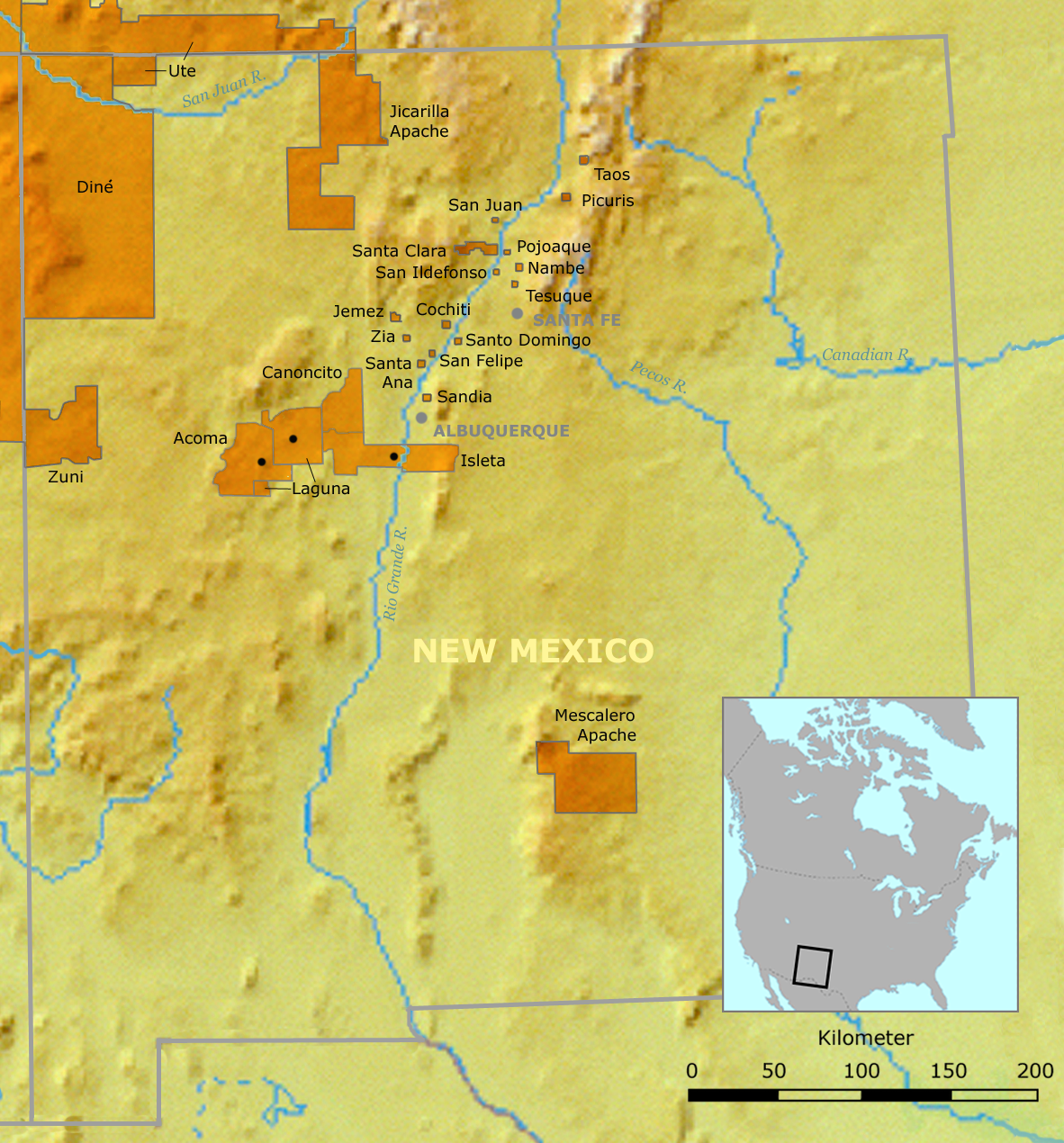
Lage des Sandia-Pueblos, benachbarter Pueblos und Reservate in New Mexico

Die Sandia sind ein indigenes Volk des nordamerikanischen Südwestens und gehören zur Pueblo-Kultur. Sie sprechen Tiwa, eine Sprache aus der Kiowa-Tano-Sprachfamilie. Der Name Sandia ist die spanische Bezeichnung für Wassermelone. Der eigene Name lautet Nafiat und bedeutet Sandiger Platz. Der Pueblo liegt im Südwesten der USA am Rio Grande im Stadtgebiet von Albuquerque in New Mexico.

## Geschichte

### Prähistorische Zeit
Als paläoindianische Sandia-Kultur oder Sandia-Epoche bezeichnen die amerikanischen Archäologen einen bestimmten kulturellen Abschnitt im vorgeschichtlichen Amerika. Die Sandia-Völker werden dabei zwischen der Clovis-Kultur, die sich bis ungefähr vor 11.000 Jahren als erste großflächig in Nordamerika verbreitete, und der Folsom-Kultur gesehen. Ihr Merkmal, die Sandia-Speerspitze, ist etwa 7,5 cm lang und nur sehr kurz gekerbt. Über ihr tatsächliches Alter herrscht ein beständiger wissenschaftlicher Disput, die Datierungen reichen von 25.000 Jahren vor unserer Zeit bis etwa 11.000 Jahren vor unserer Zeit. Die meisten Wissenschaftler gehen heute eher von den jüngeren Angaben aus.

### Pueblo
Der Pueblo Sandia stammt aus der Zeit um 1300 n. Chr. Überreste des alten von Francisco de Coronado im Jahr 1540 aufgesuchten Dorfes sind noch in der Nähe der heutigen Kirche zu sehen. Im frühen 17. Jahrhundert wurde von den Franziskanern die Missionsstation San Francisco im Dorf errichtet. Sie wurde während des Pueblo-Aufstands von 1680 zerstört. Die heutige Kirche erbaute man in den frühen 1890er Jahren.
Aus Furcht vor spanischen Repressalien verließen die Sandia ihren Pueblo nach der Rebellion und suchten Zuflucht bei den Hopi. Auf der Second Mesa nördlich des Pueblos Mishongnovi errichteten sie ihren Pueblo Payupki, wo sie bis 1742 lebten, als die Padres Delgado und Pino über 500 ihrer Angehörigen überredeten, nach New Mexico zurückzukehren. Sie bauten ihr Dorf an der Stelle des alten neu auf, das von Gouverneur Antonio de Otermin beim Versuch der Wiedereroberung 1681 zerstört worden war. Der neue Pueblo wurde Nuestra Senora de los Dolores y San Antonio de Sandia genannt; die Hopi nannten es Payupki.

## Lebensweise und Kultur
Trotz der Nähe zu Albuquerque ist über den Pueblo Sandia wenig bekannt und es liegt ein Geheimnis über seinem zeremoniellen Leben. Die weltlichen Beamten des Pueblos, gewöhnlich fähige junge Männer, werden vom Kaziken ernannt, der das Oberhaupt einer Priesterhierarchie darstellt.
Verdienstmöglichkeiten in nahegelegenen Städten und Farmarbeit bilden die wirtschaftliche Basis dieses Dorfes. Im Pueblo werden zurzeit kommerziell keine Handwerksarbeiten gefertigt. Sandias Zukunft als selbständiges indianisches Dorf ist in Gefahr, weil es im Bereich der immer weiter expandierenden Stadt Albuquerque liegt. Der Druck zum Ortswechsel wird in dem Maß wachsen, wie der geographische Abstand des Pueblos schwindet. Im Jahr 2000 gab es 389 Bewohner in dem ca. 93 km² (22.883 Acres) großen Reservat, davon 140 mit ständigem Wohnsitz dort.